# Nemesia acuminata
Nemesia acuminata är en flenörtsväxtart som beskrevs av George Bentham. Nemesia acuminata ingår i släktet nemesior, och familjen flenörtsväxter. Inga underarter finns listade i Catalogue of Life.